# Melanitis obsoleta
Melanitis obsoleta är en fjärilsart som beskrevs av Felder 1867. Melanitis obsoleta ingår i släktet Melanitis och familjen praktfjärilar. Inga underarter finns listade i Catalogue of Life.